# Élections municipales groenlandaises de 2013
Les élections municipales groenlandaises de 2013 se déroulent en 2013.

## Résultats
| Parti                    | Parti                    | Voix   | %     | +/-           | Sièges | +/- |
| ------------------------ | ------------------------ | ------ | ----- | ------------- | ------ | --- |
|                          | Siumut (S)               | 11 336 | 47,6  | 9,9           | 38     | 8   |
|                          | Inuit Ataqatigiit (IA)   | 7 006  | 29,4  | 2,5           | 20     | 1   |
|                          | Atassut (A)              | 3 069  | 12,9  | 2,5           | 9      | 1   |
|                          | Les Démocrates (D)       | 1 521  | 6,4   | 7,0           | 2      | 6   |
|                          | Parti inuit (PI)         | 309    | 1,3   | Nv            | 0      | Nv  |
|                          | Kattusseqatigiit (KP)    | 268    | 1,1   | 3,5           | 0      | 2   |
|                          | Autres                   | 39     | 0,2   | en stagnation | 1      | -   |
|                          |                          |        |       |               |        |     |
| Votes valides            | Votes valides            | 23 548 | 98,80 |               |        |     |
| Votes blancs             | Votes blancs             | 175    | 0,73  |               |        |     |
| Votes nuls               | Votes nuls               | 111    | 0,47  |               |        |     |
| Total                    | Total                    | 23 834 | 100   | -             | 70     | 2   |
| Abstentions              | Abstentions              | 17 075 | 41,74 |               |        |     |
| Inscrits / participation | Inscrits / participation | 40 909 | 58,26 |               |        |     |

## Résultats détaillés
| Parti | Parti             | Sièges |
| ----- | ----------------- | ------ |
|       | Siumut            | 9      |
|       | Inuit Ataqatigiit | 5      |
|       | Atassut           | 1      |
| Total | Total             | 15     |

| Parti | Parti             | Sièges |
| ----- | ----------------- | ------ |
|       | Siumut            | 13     |
|       | Inuit Ataqatigiit | 5      |
|       | Atassut           | 3      |
| Total | Total             | 21     |

| Parti | Parti             | Sièges |
| ----- | ----------------- | ------ |
|       | Siumut            | 9      |
|       | Atassut           | 4      |
|       | Inuit Ataqatigiit | 2      |
| Total | Total             | 15     |

| Parti | Parti             | Sièges |
| ----- | ----------------- | ------ |
|       | Inuit Ataqatigiit | 8      |
|       | Siumut            | 7      |
|       | Les Démocrates    | 2      |
|       | Atassut           | 1      |
|       | Autres            | 1      |
| Total | Total             | 19     |